# Newtontoppen
Der Newtontoppen ist mit 1713 Metern die höchste Erhebung des Svalbard-Archipels im Arktischen Ozean.

## Geschichte

### Entstehung des Namens
Der Newtontoppen wurde nach dem englischen Mathematiker und Physiker Sir Isaac Newton (1643–1727) benannt. Einige weitere Gipfel in der Umgebung wurden mit Namen von anderen berühmten Mathematikern und Physikern versehen.

### Erstbesteigung
Die Erstbesteigung gelang dem Schweden Helge Backlund am 4. August 1900. Er war im Rahmen einer russisch-schwedischen Expedition zur Meridianbogenmessung von 1899 bis 1901 auf Spitzbergen.

## Lage und Umgebung
Der Newtontoppen liegt in der Berggruppe Chydeniusfjella. Diese befindet sich im Süden des Gebiets Ny-Friesland im Nordosten der Hauptinsel Spitzbergen. Er ist von einigen großen Gletscherfeldern des Inlandeises umgeben.
Als höchster Berg Spitzbergens reicht seine Dominanz bis zu den ersten Gebirgen an der Ostküste von Grönland und wird mit 746,43 Kilometern angegeben. In der Nähe des Dominanz-Referenzbergs liegen die Station Nord und mit Nordostrundingen der östlichste Punkt Grönlands.
Der zweithöchste Berg des Archipels, der Perriertoppen, ist nur einen Meter niedriger als der Newtontoppen.

## Routen zum Gipfel
Der Newtontoppen liegt fernab von menschlichen Siedlungen in der unwegsamen und durchaus gefährlichen Arktis. Den Berg über den Landweg mit Skiern zu erreichen hat Expeditionscharakter und dauert mehrere Tage. Über die gemächlich ansteigende Südostseite kann der Gipfel des Newtontoppen relativ einfach mit Skiern oder Motorschlitten erklommen werden. Die Nordseite und die Südwestseite fallen steil ab.